# 史迪维卡·拉斯迪
史迪維卡·拉斯迪（Stevica Ristić，1982年5月23日—），是馬其頓的足球運動員，司職前鋒。

## 足球生涯
他是馬其頓聯賽最佳前鋒，2007年，他以二十五萬歐元轉投全北現代。他雙親為塞爾維亞人及馬其頓人，他選擇效力後者的國家隊。

## 球會生涯
- 2003年－2006年 施歷斯
- 2007年至今 全北現代
- 2008年至今 浦項製鐵（借用）

## 連結
- K-League Player Record[永久] 
- FIFA Player Statistics（页面存档备份，存于）
- Club & Country Statistics（页面存档备份，存于）